# Боричеваць
44°32′ пн. ш. 16°02′ сх. д. / 44.53° пн. ш. 16.03° сх. д.
Боричеваць (хорв. Boričevac) — населений пункт у Хорватії, у Лицько-Сенській жупанії у складі громади Доній Лапаць.

## Населення
Населення за даними перепису 2011 року становило 17 осіб.
Динаміка чисельності населення поселення:

## Клімат
Середня річна температура становить 8,78 °C, середня максимальна – 23,17 °C, а середня мінімальна – -7,82 °C. Середня річна кількість опадів – 1227 мм.
| Клімат поселення                              | Клімат поселення | Клімат поселення | Клімат поселення | Клімат поселення | Клімат поселення | Клімат поселення | Клімат поселення | Клімат поселення | Клімат поселення | Клімат поселення | Клімат поселення | Клімат поселення | Клімат поселення |
| Показник                                      | Січ.             | Лют.             | Бер.             | Квіт.            | Трав.            | Черв.            | Лип.             | Серп.            | Вер.             | Жовт.            | Лист.            | Груд.            |                  |
| Середній максимум, °C                         | 6,42             | 7,66             | 11,12            | 15,21            | 19,88            | 23,17            | 22,96            | 22,47            | 18,75            | 14,60            | 9,09             | 4,73             |                  |
| Середня температура, °C                       | −0,71            | 0,56             | 4,01             | 8,08             | 12,76            | 16,05            | 18,30            | 17,82            | 14,07            | 9,94             | 4,43             | 0,08             |                  |
| Середній мінімум, °C                          | −7,82            | −6,57            | −3,12            | 0,96             | 5,63             | 8,93             | 13,64            | 13,16            | 9,42             | 5,29             | −0,22            | −4,58            |                  |
| Норма опадів, мм                              | 86               | 88               | 95               | 104              | 96               | 96               | 77               | 84               | 115              | 126              | 144              | 116              |                  |
| Середньомісячна швидкість вітру, м/с          | 1.74             | 1.87             | 2.14             | 2.13             | 1.95             | 1.72             | 1.67             | 1.56             | 1.63             | 1.71             | 1.87             | 1.91             |                  |
| Середньомісячна сонячна радіація, кДж/м²·день | 4700             | 7394             | 10935            | 15467            | 19374            | 21508            | 23085            | 20054            | 14867            | 9571             | 5175             | 3922             |                  |
| --------------------------------------------- | ---------------- | ---------------- | ---------------- | ---------------- | ---------------- | ---------------- | ---------------- | ---------------- | ---------------- | ---------------- | ---------------- | ---------------- | ---------------- |
| Джерело:                                      |                  |                  |                  |                  |                  |                  |                  |                  |                  |                  |                  |                  |                  |